# Šintava
Šintava este o comună slovacă, aflată în districtul Galanta din regiunea Trnava. Localitatea se află la altitudinea de 135 m deasupra n.m., se întinde pe o suprafață de 11,56 km2 și în 2017 număra 1.731 de locuitori.

## Istoric
Localitatea Šintava este atestată documentar din 1074.

## Demografie
| An:                | 1994 | 2004   | 2014   | 2024   |
| ------------------ | ---- | ------ | ------ | ------ |
| Număr de persoane: | 1608 | 1719   | 1750   | 1712   |
| Diferență:         |      | +6,90% | +1,80% | −2,17% |

| An:                | 2023 | 2024   |
| ------------------ | ---- | ------ |
| Număr de persoane: | 1717 | 1712   |
| Diferență:         |      | −0,29% |